# O Banheiro do Papa
O Banheiro do Papa (em castelhano:  El baño del Papa; em francês:  Les Toilettes du pape) é um filme franco-uruguaio-brasileiro de 2007, escrito e dirigido por César Charlone e Enrique Fernández.

## Sinopse
Baseado em um fato real, o filme retrata o impacto da visita, em 1988, do papa João Paulo 2.º a uma cidade do Uruguai, Melo, próxima da fronteira com o Brasil, onde muitos habitantes vivem de pequenos serviços, como contrabandear de bicicleta, produtos de consumo comprados em Aceguá, Rio Grande do Sul.
A vinda do Papa é anunciada pela imprensa com grande alarde, estimando que milhares de pessoas viriam ao evento. No panorama de dificuldade de emprego e oportunidades, a vinda do Papa é vista pela população de Melo como uma oportunidade de abrandar a pobreza.
Um dos personagens da história é o quileiro Beto, que vive com a esposa Carmen e a filha, Silvia, que sonha ser jornalista, num ambiente deplorável. Para a realização do sonho da filha, Carmen guarda todas as suas economias, mas Beto precisa comprar uma motocicleta para melhorar seus negócios de contrabando e vê na construção de um banheiro publico para ser alugado no dia na visita do Papa o que segundo seus cálculos seria a solução de seus problemas. Assim como o personagem Beto, outros habitantes, igualmente pobres, que também investiram além de seus recursos (montaram 480 barracas de cachorro quente e demais salgados) para atender um publico de peregrinos brasileiros inferior a população de barraqueiros da aldeia, os próprios governantes do pais , igualmente "decepcionados" com o insucesso, teriam investido dinheiro publico , asfaltando as vias de acessos e a própria praça, onde o papa móvel faria a sua derradeira mensagem papal "de apenas 15 minutos".

## Elenco
- César Troncoso...... Beto
- Virginia Méndez......Carmen
- Virginia Ruiz........Silvia
- Mário Silva..........Valvulina
- Henry de Leon........Nacente
- Jose Arce............Tica
- Nelson Lence.........Meleyo
- Rosário dos Santos...Tereza
- Hugo Blandamuro......Tartamudo

## Prêmios e indicações
Festival de Gramado
- Vencedor nas categorias:

Melhor Filme — júri popular e Prêmio da Crítica[carece de fontes?]
Melhor ator (César Troncoso, Kikito de Ouro)[carece de fontes?]
Melhor atriz (Virginia Méndez, Kikito de Ouro)[carece de fontes?]
Melhor roteiro (Kikito de Ouro)[carece de fontes?]
Mostra Internacional de Cinema de São Paulo
- Vencedor: Melhor filme (júri internacional)[carece de fontes?]

Festival de Cinema Latino-Americano de Huelva
- Vencedor: Melhor roteiro[carece de fontes?]